# Never Alone (відеогра)
Never Alone (також відома як Kisima Inŋitchuŋa) — це відеогра жанру пазл-платформер, що з'явилася в продажу 18 листопада 2014 року.
Гра оповідає про дівчинку Нуну з народу інупіатів, та про її товариша — арктичного лиса. Перемикаючись між дівчинкою та її супутником-песцем, гравець розв'язує головоломки в історії, засновані на легендах жителів Аляски і розказані у восьми розділах.

## Ігровий процес
Гравець керує інупіатською дівчинкою Нуною і її песцем. Щоб вирішувати головоломки, гравцеві слід перемикатися між цими двома героями. За словами розробників, Never Alone являє собою атмосферній пазл-платформер, механіка якого заснована на взаємодії двох персонажів. Нуна вміє орудувати спеціальною мисливською зброєю (болас), добуваючи тим самим важкодоступні предмети, а її пухнастий товариш швидкий і володіє великою спритністю. Їм зустрічаються такі фольклорні персонажі як люди хуртовини, люди неба. При цьому грати в Never Alone можна як поодинці, так і в кооперативному режимі, де гравці розподіляють між собою ролі.
Місцем дії гри є суворі простори однієї з найхолодніших частин Північної Америки. Never Alone є першою грою, розробленою Upper One Games і виданою E-Line Media корінними народами Аляски, а однією з цілей створення гри розробники називали привернення уваги до проблем місцевого населення і пожвавлення інтересу до його фольклору.

## Розробка
Гра, також відома як Kisima Inŋitchuŋa була розроблена Upper One Games за підтримки Cook Inlet Tribal Council, некомерційної організації, яка працює з групами корінних народів, які проживають у міських районах Аляски. В ході освітньої компанії E-Line Media організація і породило ідею Never Alone в рамках серії, «поширює, прославляє і розширює культуру». Cook Inlet Tribal Council описувала Upper One Games як «першого тубільного розробника і видавця відеоігор в історії США». Вони створили гру, яка б відкривала «що означає бути людиною» та пов'язувала покоління. Гра задумувалася однаково щоб поділитися історіями рідної культури у вигляді розваги, і, щоб пожвавити інтерес до корінного фольклору Аляски. Просування гри фінансувалося освітньою місією Cook Inlet Tribal Council.
Креативний директор видавця, E-Line, Шон Вес, був у захваті від ідеї і зважився залишити комірки, де «купка білих хлопців» обговорювали вигадані фантазії, і замість цього попрацювати, щоб створити гру навколо «цінностей та міфологій» спільноти. Він раніше обіймав керівні посади в Crystal Dynamics і Activision. Вони зібрали команду розробників у складі 12 осіб в Сіетлі, яка взялася до роботи з групою корінних жителів Аляски, казкарів і художників, аби створити гру. Сценарист команди розробників сам був корінним жителем Аляски. Базувалася гра на рушієві Unity.
Перший реліз гри відбувся у листопаді 2014 року, тоді гра вийшла на платформах Microsoft Windows, PlayStation 4 та Xbox One. У наступні роки вона була портована також на Linux, OS X, PlayStation 3, Wii U та iOS.

## Оцінки і відгуки
| Агрегатор    | Оцінка                                               |
| ------------ | ---------------------------------------------------- |
| GameRankings | 75% (PS4) 68,75% (PC) 60% (XONE)                     |
| Metacritic   | 73/100 (PS4) 72/100 (PC) 67/100 (WIIU) 66/100 (XONE) |

| Видання  | Оцінка |
| -------- | ------ |
| GameSpot | 4/10   |
| Joystiq  | [ 12 ] |